# 鳥居昌信
鳥居 昌信（生没年不詳）とは、江戸時代の浮世絵師。

## 来歴
師系・経歴不明。『増訂浮世絵』によれば「大和畫工鳥居昌信筆」と署名した「遊女と二人の禿とを写した図」があり、「享保元文頃の風俗をしてゐるから、画名から見て、清信の門下と思はれる」と述べているが、この絵の消息については現在不明であり、「鳥居昌信」という人物も『増訂浮世絵』に記されるほかには知られない。